# Engelbert av Köln
Engelbert av Köln, född 1185 eller 1186 i Burg an der Wupper, Solingen, död 7 november 1225 i Gevelsberg, var en tysk biskop.
Engelbert utnämndes 1216 till ärkebiskop av Köln. Under Fredrik II:s frånvaro i Tyskland blev han 1220 riksföreståndare i Tyskland. 1222 krönte han kejsarens son Henrik, vars uppfostran han haft om hand. Från 1218 var han i besittning av grevskapet Berg, och blev 1225 mördad på anstiftan av en släkting. Trots att han aldrig formellt erkänts som helgon, har han från år 1620 vördats som helgon i Köln. 